# غلبهار محمد باقري (بربرود الغربي)
غلبهار محمد باقري (بالفارسية: گل بهار محمد باقری) هي قرية تقع في إيران في قسم بربرود الغربي الریفي.